# كريستوفر ألكسندر هاجرمان
كريستوفر ألكسندر هاجرمان هو قاضي ومحامي كندي، ولد في 28 مارس 1792 في Adolphustown ‏ في كندا، وتوفي في 14 مايو 1847.